# Histoire des Juifs en terre d'islam
Des communautés juives vivaient depuis l'Antiquité, avant les conquêtes musulmanes du VIIe siècle, dans la péninsule arabique, en Perse, en Asie centrale, au Moyen-Orient, en Afrique du Nord, dans l'Europe du sud, régions qui s'islamiseront au moins en partie, pour une période plus ou moins longue ; en effet, le territoire de l'islam s'est étendu au-delà de son aire d'origine, l'Arabie, jusqu'au Khorasan (les actuels Afghanistan et Turkménistan) à l'est, et en Espagne à l'ouest ; pendant quelque temps des musulmans ont gouverné, en Europe, la Sicile et la Crète.
Les conquérants n'imposent pas la conversion à l'islam aux Gens du livre, juifs et chrétiens, qu'ils considèrent comme dépositaires d'une partie de la Vérité révélée mais des conversions forcées et des massacres auront lieu sporadiquement tout au long de leur histoire ; les polythéistes, pour la plupart arabes (habitants de la péninsule arabique), subissent en revanche des conversions forcées. Les juifs en terre d'islam, comme les autres monothéistes, chrétiens, puis zoroastriens, acquièrent un nouveau statut légal, celui de dhimmis, reposant sur un contrat de « protection » et de soumission, qui sera interprété diversement selon les lieux et les époques. L'abolition du statut de dhimmi date du milieu du XIXe siècle dans la plus grande partie du monde musulman.
La « terre d'islam » a été pendant de longs siècles une terre de refuge pour des milliers de juifs européens persécutés, en particulier lors des expulsions de juifs au Moyen Âge.
Cependant, aujourd'hui, le nombre de juifs résidant dans les pays musulmans a été drastiquement réduit - l'Iran et la Turquie étant les deux pays dans lesquels vivent les plus grandes communautés juives de quelques milliers de personnes.

## Moyen Âge

Déportation d'Israélites par l'Empire néo-assyrien.

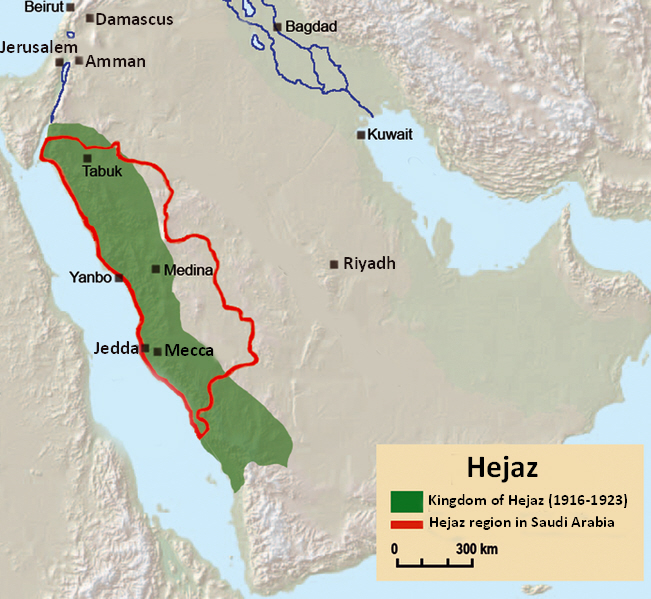
Les juifs sont particulièrement présents dans la partie ouest de la péninsule arabique, le Hijaz (dont les frontières ont varié, en vert, en rouge).

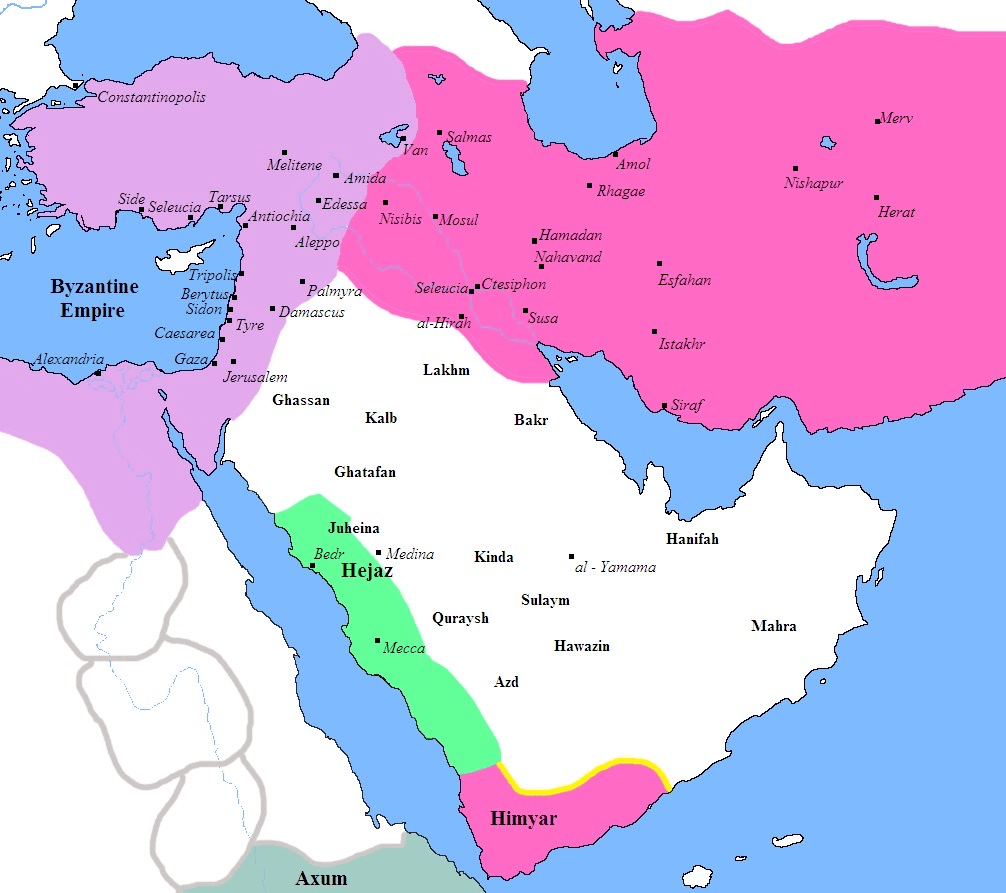
Le royaume juif de Himyar, au sud (en rose bordé de jaune). La péninsule arabique est le théâtre d'une rivalité entre l'Empire byzantin chrétien (en mauve), qui perpétue la politique hostile aux juifs initiée par l'Empire romain, et l'Empire des Perses Sassanides (en rose, au nord-est), avec lequel les juifs de Himyar ont fait alliance.

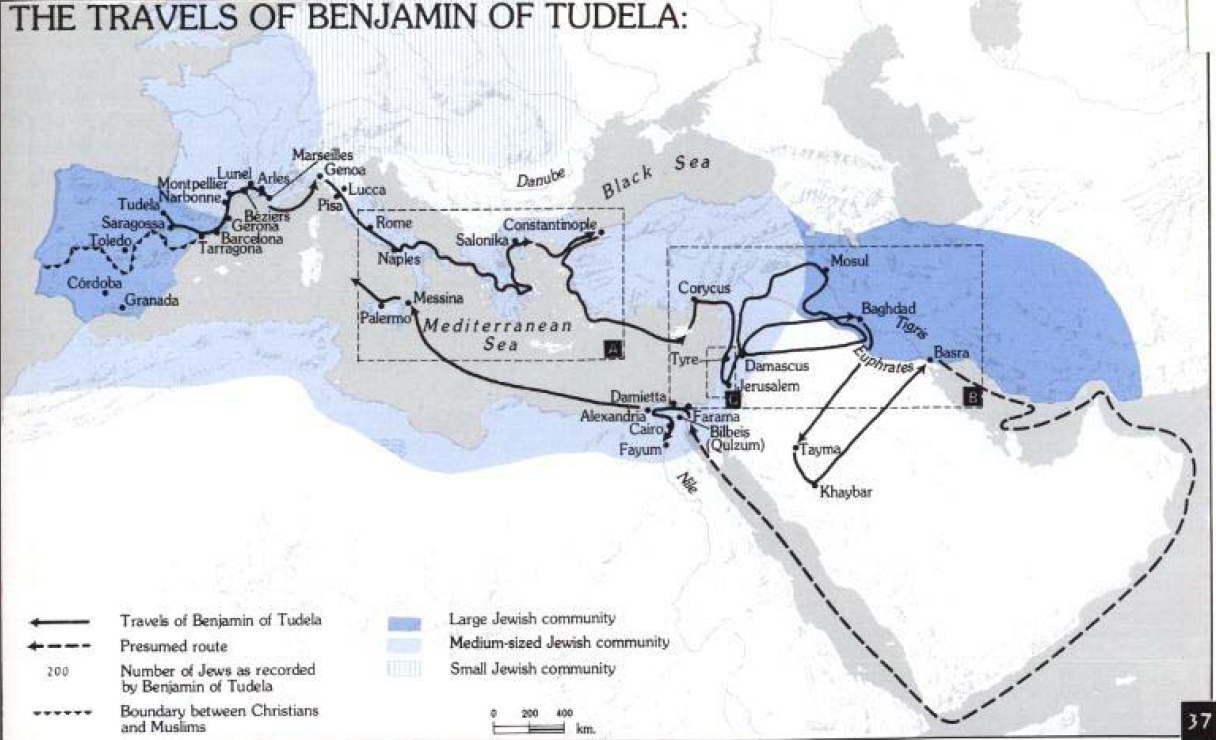
Itinéraire de Benjamin de Tudèle, notamment en Arabie, vers 1165.

Pour la situation des Juifs dans l'Arabie polythéiste, voir les Juifs de la péninsule arabique avant l'islam.

### Le statut légal des juifs en terre d'islam auVIIesiècle
Mahomet prêchant une religion monothéiste, dans laquelle il avait intégré certains apports du judaïsme, s'attendait à être reconnu comme prophète par les juifs de Médine (appelée alors Yathrib), la ville où il avait émigré et qui comptait plusieurs tribus juives. Pour se les concilier, il ordonna dans un premier temps de se tourner pendant la prière vers Jérusalem, qui fut donc la qibla initiale dans l'islam, avant d'être remplacée par la Kaaba,. Il ordonna également un jour de jeûne, nommé Achoura, qui coïncide avec Yom Kippour : « Mahomet ordonna très précisément à ses disciples de jeûner en même temps que les juifs en souvenir de leur fuite d'Égypte » ; plus tard seulement, le jeûne dans l'islam fut rattaché au ramadan. Les juifs, toutefois, virent en lui un faux prophète et lui déclarèrent ouvertement leur hostilité.
Mahomet assiégea alors la tribu juive de Banu Qaynuqa, en 624, qui fut contrainte de quitter la ville, dépouillée de ses biens et s'installa en Transjordanie. Un an plus tard, il attaqua une autre tribu juive médinoise, les Banu Nadir, qui se réfugia à Khaybar, à 150 km de Médine. La troisième tribu juive de la ville, les Banu Qurayza fut passée au fil de l'épée. En 628, Mahomet poursuivit les Banu Nadir réfugiés à Khaybar : après un long siège, un accord fut conclu avec eux : ils auront la vie sauve, ils conserveront leur religion et leurs biens, mais ils remettront la moitié de leur récolte aux musulmans, qui leur garantissent alors leur protection, ou dhimma. Cet arrangement constitue la première esquisse du statut de tributaires protégés, ou dhimmis, octroyé par Mahomet aux gens du livre, juifs et chrétiens ; des pactes similaires ont été conclus à la même époque avec les chrétiens de Najran.
Une tradition plus ou moins légendaire attribue au calife Omar un texte appelé le pacte d'Omar définissant le statut légal des dhimmi aux premiers temps de la conquête arabo-musulmane. Il aurait été élaboré à la suite de la capitulation des chrétiens de Syrie. Il fixe les droits et les devoirs des monothéistes non musulmans. Ceux-ci peuvent pratiquer leur culte en terre d'islam, et disposent d'une autonomie juridique en matière de droit privé (mariages, successions, gestion des lieux de culte, etc.). Ils doivent s'acquitter d'un impôt, porter des signes vestimentaires particuliers (ghiyar), ne pas ériger de lieux de culte plus élevés que ceux des musulmans, ne pas monter à cheval, ne doivent pas posséder le Coran, ni même parler la langue arabe, etc. (voir l'article Dhimmi).
« A vrai dire, toutes ces clauses n'ont jamais été appliquées à la lettre dans aucun pays musulman. Même la ségrégation vestimentaire qui est le signe distinctif le plus couramment admis du statut de dhimmi en terre d'islam ne semble pas avoir été appliquée avec rigueur ni continuité : l'historien S. D. Goiten à qui l'on doit l'histoire économique et sociale la plus fouillée du judaïsme méditerranéen aux Xe-XIIe siècles n'a rencontré nulle part de référence précise au ghiyar (vêtement distinctif) dans les textes juifs de l'époque, ceux de la Gueniza du Caire notamment ».
Les modalités d'application de ces règles dépend du rapport de force qui oppose le pouvoir politique et les théologiens juristes, les accès de rigorisme se produisant quand les « dévots » sont en position de supériorité. À cela s'ajoutent les différences entre les écoles d'interprétation du droit musulman, ainsi que celles qui séparent les musulmans chiites et les musulmans sunnites.
Selon la tradition musulmane, en 641 le calife Omar, le successeur de Mahomet, aurait décrété que tous les juifs et les chrétiens devaient être expulsés de la péninsule arabique à l'exception des territoires situés à ses extrémités sud et est. Cependant, selon l'historien Gordon D. Newby, en réalité des tribus juives ont continué à vivre dans le Hijaz et en Arabie peut-être jusqu'au début du XXe siècle, sans le lustre toutefois qui avait été celui des communautés juives des premiers siècles.

### Conquêtes musulmanes
« Les conquêtes islamiques soulagèrent des persécutions, du harcèlement et des humiliations les Juifs qui avaient vécu sous de rudes régimes chrétiens, en particulier en Palestine, en Égypte et en Espagne ».
Aussi, à quelques exceptions près, les Juifs, soumis à l'Empire byzantin accueillirent-ils les conquérants arabes comme des libérateurs. Les Juifs aidèrent les musulmans dans les conquêtes de Homs en Syrie, de Hébron et Césarée en Palestine, de Cordoue, Elvira et Grenade en Espagne.
Les communautés juives se maintinrent et furent moins atteintes dans l'ensemble que les communautés chrétiennes par l'expansion de l'islam, sans doute du fait de leur faiblesse numérique et militaire : elles ne furent pas perçues comme une menace par les autorités musulmanes.
« Les règles discriminatoires des Ordonnances d'Omar furent souvent ignorées dans les premiers siècles de l'islam, ou appliquées avec laxisme ».

### L'ère des califats

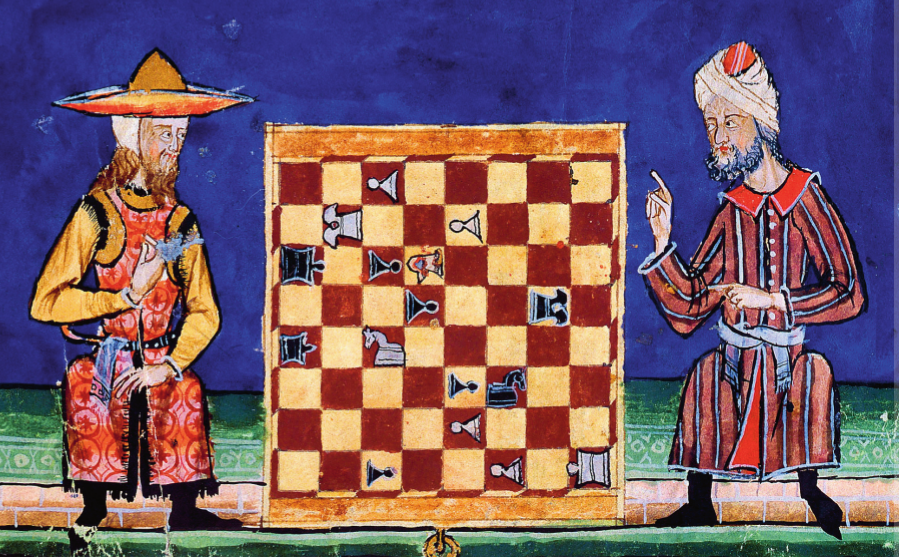
Un juif et un musulman jouant aux échecs en Andalousie du XIIIe siècle.

Sous le calife Omar ibn al-Khattâb, la mosquée Al-Aqsa fut construite à l'emplacement de l'ancienne esplanade du temple de Jérusalem, au VIIe siècle. Le pouvoir de la dynastie omeyyade s'effrite ; lui succède la dynastie abbasside dès 763.
L'ère du califat abbasside marque, selon Michel Abitbol, « le début de l'un des chapitres les plus éblouissants de l'histoire juive ». Vaincus par les Abbassides, les Omeyyades se réfugièrent en Espagne, où ils refondèrent une dynastie, dans le cadre de laquelle les communautés juives ont connu, comme sous les Abbassides un épanouissement économique et culturel remarquable.
Sous l'influence des rationalistes musulmans une nouvelle discipline va prendre son essor, la philosophie juive avec les contributions majeures de Saadia Gaon et de Maïmonide. L'œuvre de Maïmonide « réconcilie le rationalisme et la théologie médiévale. Elle fournit une base à des textes théologiques et philosophiques dans les trois religions. Le cas de Maïmonide montre les influences culturelles entre juifs et musulmans. Sa philosophie était influencée par les grands philosophes arabes de son époque qui étudiaient et utilisaient l'œuvre d'Aristote, traduite du grec en arabe ». De manière générale, les juifs prennent part au développement scientifique dans le monde musulman, par des œuvres composées en arabe, en philosophie et mathématiques, et par des traductions de textes médicaux et astronomiques grecs.
Bernard Lewis parle d'une symbiose judéo-islamique et évoque une situation proche de celle que l'on connaît par exemple aux États-Unis aujourd'hui, très différente de celle qui a eu cours dans les Empires romain, ottoman, russe. De cette « symbiose entre les Juifs et leurs voisins on ne trouve aucun équivalent dans l'histoire du monde occidental depuis la période hellénistique jusqu'aux temps modernes. Les Juifs et les musulmans entretenaient d'étroites et d'intenses relations, de nature sociale, intellectuelle et même amicale ».
Il y eut sporadiquement des manifestations de violence envers les Juifs, mais cette hostilité était de nature très différente chez les musulmans et les chrétiens ; « celle des musulmans n'avait rien de théologique », elle n'était pas liée à l'histoire sainte de l'islam ; elle reflétait l'attitude « de la majorité envers une minorité, sans qu'intervienne cette dimension théologique et donc aussi psychologique qui donne à l'antisémitisme chrétien son caractère si spécifique ».
Sous le califat abbasside, l'organisation de la vie communautaire juive est confiée à l'exilarque, sorte d'équivalent du calife pour les communautés juives. Les exilarques sont élus parmi les membres des familles davidiques.
Dès le Xe siècle, du fait de la fragmentation du califat abbasside, de nouvelles possibilités s'ouvrent pour les juifs. Le même phénomène se produit dans Al-Andalus à cause de la fragmentation du califat omeyyade : « Dès lors que le pouvoir n'est plus impérial comme l'avait été celui des Abbassides, mais régional, il a recours à des personnalités locales, parfois juives ». Leurs rapports personnels avec le pouvoir musulman permettent à des juifs d'atteindre des positions élevées. Parmi les exemples célèbres, Hasdaï ibn Shaprut, devenu ambassadeur du calife omeyyade de Cordoue Abd al-Rahman III, ou Samuel ibn Nagrela, vizir (premier ministre) du calife de Cordoue. Ces personnalités sont aussi par ailleurs nasi (prince en hébreu) ou nagid (chef ; en arabe ras al-yahud). Ces chefs de Juifs ne sont pas élus par leur communauté comme l'exilarque et les geonim. Ils sont devenus représentants de la communauté grâce à leur position personnelle à la cour du calife (grâce à leur situation financière, leur talent etc), et contrairement au gaon, ils ne sont pas nécessairement rabbins.
Au XIIe siècle les Almohades prennent le pouvoir au Maroc, et conquièrent Al-Andalus. Leur conquête du Maroc est suivie en 1147 d'un massacre des anciens souverains, les Almoravides, avec les juifs et chrétiens de leur entourage. « Les Almohades mènent une politique de "purification" en persécutant d'abord les savants musulmans qui ne souscrivent pas à leur théologie. Puis, ils infligent les restrictions anciennes aux juifs et aux chrétiens », comme notamment l'interdiction d'occuper des emplois publics, l'obligation de porter des vêtements distinctifs… En 1162, les Juifs de Grenade participent à la révolte d'Ibn Hamushk contre les Almohades. Certains d'entre eux préfèrent le martyre, mais beaucoup choisissent l'islam. D'autres s'enfuient, choisissant comme principales destinations le Maroc, et l’Égypte.

### XIVe-XVesiècles
Avant même l'instauration de l'Inquisition catholique en Espagne (en 1478), les persécutions anti-juives de 1391 avaient poussé les juifs espagnols à émigrer pour le Maghreb, dès 1391. « Très bien vus des autorités musulmanes, les nouveaux venus (ou megorashim) se taillent rapidement une place prépondérante dans la vie religieuse et économique locale, ce qui ne se passe pas sans heurts avec les Juifs autochtones, ou tovashim ».
« Pour les musulmans marocains, l'arrivée des séfarades représente un afflux massif de population qui entraîne une concurrence sur le marché du travail et une augmentation des prix au souk. Même dans le Sud, où ils s'installent en bien moins grand nombre, leur présence a un effet déstabilisateur, fait que révèle la création par Moulay 'Abd el-Ghalib à Marrakech d'un quartier juif ceint de murs (mellah), où les juifs peuvent être mieux regroupés et contrôlés ».
En 1465, une agitation mystico-politique ponctuée d'accents fortement xénophobes (contre les Portugais notamment, entrés à Ceuta), se révèle fatale pour les Juifs de Fès qui sont massacrés. « Histoire plus que déroutante : c'est ce même pays, le Maroc, et cette même ville de Fès qui accordent en 1492 une très large hospitalité aux Juifs chassés d'Espagne par les Rois Catholiques. Ils sont accueillis à bras ouverts par le souverain wattasside Mohammed ach-Chaykh (1471-1505) ».

## Période moderne

### Empire ottoman

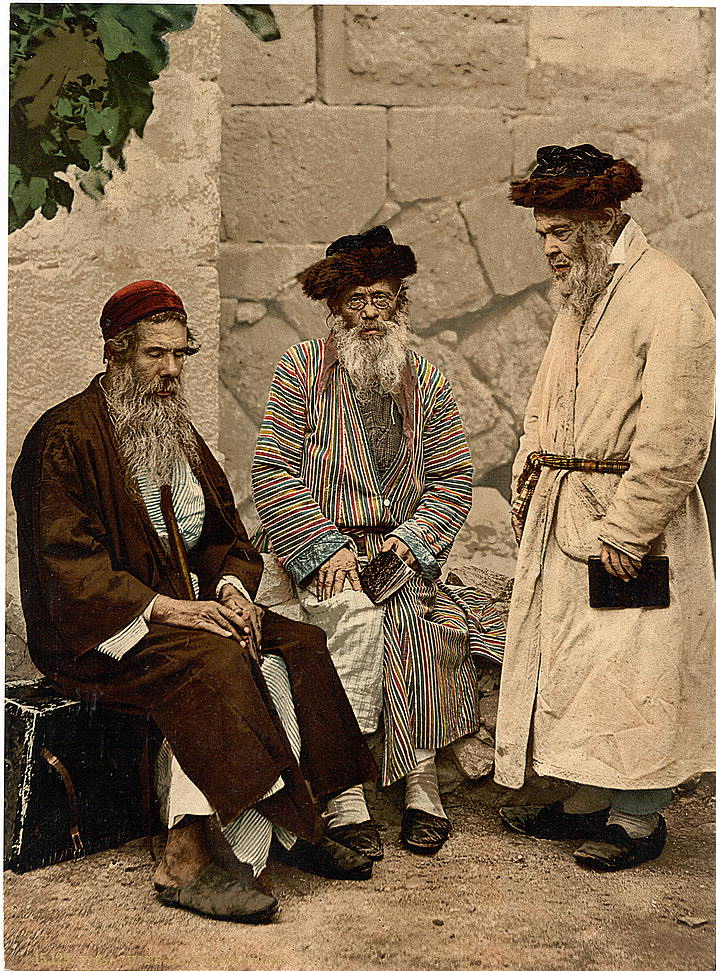
Photochrome de juifs à Jérusalem, années 1890.

« Autant sinon plus que le Maroc, la Turquie a été le pays d'accueil par excellence des réfugiés d'Espagne qui ont commencé à affluer dès la prise de Constantinople en 1453 ». « Istanbul, avec ses 8000 foyers juifs, devient au XVIe siècle la plus grande métropole juive et voit le nombre de ses habitants juifs passer de 9000 avant 1492 à 40 000 en 1535, soit 10 % de la population totale de la ville ; à Salonique la moitié de la population est juive au XVIIe siècle. Familiers des mœurs européennes, polyglottes, ils conquièrent des positions privilégiées dans le commerce maritime de l'Empire ottoman et font concurrence aux chrétiens orientaux (arméniens, grecs) qui faisaient office d'intermédiaires entre la Sublime Porte et l'Occident.
L'immigration séfarade n'a pas atteint l'Irak, l'Iran, l'Asie centrale, le Yémen.
Une « relation symbiotique s'instaura entre les Juifs et les Turcs », qu'il s'agisse de Juifs arabophones ou hispanophones, jusqu'à la fin du XVIIe siècle : « les Ottomans n'avaient a priori aucune raison de les suspecter de trahison ou de coupables sympathies à l'égard de leur principal ennemi, l'Occident chrétien » ; leurs soupçons se portaient sur les minorités chrétiennes du Levant, et les Juifs étaient générateurs de richesses économiques. Au XVIe siècle, des médecins juifs séfarades, dont la formation moderne est particulièrement appréciée, font partie de l'entourage du sultan, constituant parfois de véritables dynasties, comme les Hamon, originaires de Grenade ; des juifs exercent une influence sur la politique ottomane, comme Joseph Nassi, auquel Sélim II accorde le titre de duc de Naxos, David Passi, qui fut médiateur entre Murad III et Sigismond III roi de Pologne, etc. Selon Gilles Veinstein, si les juifs, notamment les séfarades, ont joué un rôle moteur dans un certain nombre de domaines, « cela fut rendu possible par l'attachement des sultans musulmans au statut de dhimmi, avec ses discriminations mais aussi sa tolérance de principe, ses garanties et une dose d'autonomie qui n'empêche cependant pas l'intégration dans les cadres ottomans ». Les marranes immigrés dans l'Empire ottoman sont revenus à la religion juive à la faveur de la dhimma ; quant à « l'interdit théorique de construire de nouveaux lieux de culte après la conquête musulmane, il est de toute évidence détourné (comme d'ailleurs il l'est par les chrétiens, ce qu'atteste la création d'églises et de monastères pendant la période ottomane) ; en effet, face à l'arrivée des nouveaux venus de la péninsule ibérique, les synagogues anciennes ne suffisent plus » ; à Salonique par exemple, entre 1492 et 1500, sept nouvelles synagogues se sont ajoutées aux trois synagogues d'origine. Parmi les signes d'intégration dans la société ottomane, les historiens relèvent le fait que dans le grand commerce, des juifs s'associent à des non-juifs, et que les guildes professionnelles réunissent des membres de religions différentes.
Vers le XVIIIe siècle « l'attitude des Turcs envers les Juifs était devenue plus négative » ; « ce changement dans les mentalités n'affecta pas seulement les Juifs mais toutes les minorités non musulmanes. La montée du fanatisme religieux s'accompagna de la détérioration de la condition des dhimmi. Néanmoins, les cas de persécutions demeurèrent peu fréquents. Les instigateurs des attaques perpétrées contre les juifs se recrutaient presque toujours parmi les milieux chrétiens en rivalité avec les Juifs, et non dans la population musulmane ou les sphères dirigeantes de l'État ottoman ».
Selon Fr. Abécassis et F.-F. Faü, « les exactions contre les communautés juives du monde musulman et de façon générale contre les minoritaires jalonnent le développement de l'ingérence européenne. Pour certains, l'Europe aurait importé en Orient un antisémitisme alors inconnu, elle aurait aussi fait peser sur des communautés en quête de protection la stigmatisation d'une collusion avec l'autorité étrangère. Pour d'autres, l'intensification des échanges a pu multiplier les occasions de témoignage et de recours, tandis que les violences contre les juifs et les chrétiens ont permis de légitimer maintes interventions européennes ».
Les rivalités entre puissances (notamment entre la France et l'Angleterre) expliquent la « politique des minorités », en vertu de laquelle des pays européens s'instituent protecteurs en Orient de telle ou telle minorité en Orient - dont les juifs. Cette politique « a fortement contribué à l'institutionnalisation des communautés, certaines d'entre elles devenant autant de « nations », « séparées du reste de la population. Les Juifs ne sont pas les seuls concernés par cette politique des minorités : les Grecs orthodoxes ont pour alliée la Russie, les Druzes sont soutenus par l'Angleterre, les différentes rites catholiques orientaux ont pour patrons la France, l'Autriche et l'Italie. Au XIXe siècle, « les occasions sont multiples de faire des minoritaires les enjeux et le prétexte du démembrement de l'Empire ottoman ».

### Iran, Yémen, Maroc
« Jusqu'aux dernières heures de l'Empire ottoman, de nombreux juifs persécutés ou qui craignaient de l'être, en Russie, en Roumanie et dans les Balkans continuèrent à vernir chercher refuge en terre ottomane ». La situation des juifs est plus difficile au Yémen, en Iran et au Maroc. Benjamin Lellouch met en garde, à ce sujet, contre « le caractère déformant de la nature des sources. Alors que pour l'Empire ottoman, on dispose de riches séries d'archives qui éclairent la réalité des rapports entre juifs et musulmans au quotidien, le Maroc, le Yémen et l'Iran nous sont connus avant tout par des chroniques juives ou musulmanes qui livrent un récit forcément politique et s'attachent en priorité aux événements exceptionnels, c'est-à-dire aux explosions de violence contre les juifs, mais ne nous informent pas sur les périodes naturellement plus longues de relations apaisées ».
« La société iranienne bascula dans le chiisme après l'avènement de la dynastie safavide en 1501. La révolution religieuse imposée d'en haut renforça l'exclusion des juifs comme celle des autres communautés non musulmanes, chrétienne et zoroastrienne, le chiisme iranien tenant les non-musulmans pour impurs ». L'obsession de la pureté serait un héritage du zoroastrisme, qui s'est retourné contre lui, et qui a consolidé le pouvoir chiite. « L'histoire de l'Iran, du XVIIe au XIXe siècle, connaît plusieurs vagues de conversion forcée de non-musulmans » : dans les années 1650, des zoroastriens et des Arméniens furent expulsés d'Ispahan, des juifs furent convertis de force dans la capitale et dans d'autres villes entre 1656 et 1662, puis de nouveau en 1720-1730, rappelant les conversions de force du XIIIe siècle en Perse. Les convertis cependant n'abandonnaient leur foi qu'en apparence, dans de nombreux cas, imitant en cela la conduite de leurs compatriotes chiites à d'autres époques. « On a souvent rapproché le crypto-judaïsme que les convertis pratiquaient le temps de la persécution avant de revenir au judaïsme, de la dissimulation (taqiyya) que le chiisme, parti d'opposants et de martyrs, recommande à ses fidèles dans les temps difficiles ».
Encore en 1892 à Hamedan, à 400 km de Téhéran, « les Juifs furent obligés de porter une marque distinctive. Ils avaient aussi l'interdiction de sortir les jours de pluie (pour que leur impureté ne se répande pas en ville), et n'avaient pas le droit de marcher devant un musulman ou d'élever une belle maison. Il y eut des exécutions sommaires. Des familles juives moururent de faim et de peur, assiégées par la populace en furie. Malgré l'opposition du shah, des règles similaires furent établies dans d'autres villes par des éléments extrémistes du rite chiite… ».
Le Yémen a été occupé par les Ottomans entre 1546 et 1635, période relativement favorable aux minorités, « le gouvernement et les tribunaux ottomans appartenant à l'école hanafite, bien plus bienveillante à l'égard des non-musulmans » que l'école hanbalite dominante au Yémen. Après la retraite des Turcs, le Yémen tombe sous un régime zaïdite le plus hostile qu'aient connu les juifs yéménites. En 1679, les juifs sont expulsés de Sanaa (Expulsion de Mouza) ; cet événement constitue une suite du mouvement sabattéen au Yémen : même après la conversion du « messie » Sabataï Tsevi à l'islam en 1666, les juifs yéménites restent très réceptifs à l'espérance messianique et une figure de leur communauté, Slaiman al-Jamal, ayant eu une révélation divine, s'est senti appelé à démettre le dirigeant musulman de son trône. Les autorités politiques du pays ont réagi par un décret d'expulsion collective ; toutefois, « finalement, les considérations économiques ont prévalu sur les résolutions religieuses et politiques, et au bout d'un an et demi, les exilés commencent à revenir à l'intérieur des terres » mais non à Sanaa même. Les spécialistes font état de lacunes dans l'histoire des juifs du Yémen et d'une histoire en dents de scie, avec des périodes d'épanouissement, comme sous l'imam Al-Mahdi Muhammad (en) (1687-1716), descendant du prophète Mahomet, connu sous le nom de Sahib al-Mawahib, et d'autres périodes encore marquées par les pressions incessantes des religieux qui provoquent la dégradation du sort des Juifs.
Le Maroc n'a jamais fait partie de l'Empire ottoman. Si la condition des juifs dans ce pays est plus pénible, et si les clauses discriminatoires que comprend le statut de dhimmi y sont appliquées de manière plus littérale, c'est, selon B. Lewis, parce que les juifs forment (depuis le XIIIe siècle, et l'extinction des communautés chrétiennes marocaines) la seule minorité religieuse d'un pays devenu entièrement musulman qui les méprise, loin de l'harmonie inter-religieuse fréquemment vantée,,,,,. « Les Juifs (étaient des) sujets protégés par le sultan, soumis à l’humeur de ce dernier et aux diverses crises qui pouvaient secouer le pays, dont ils faisaient généralement les frais au cours de scènes de pillage, d'incendies de synagogues, de destructions de livres sacrés, de massacres. Le sultan ne contrôlait pas totalement l'empire chérifien ; les tribus du sud et surtout du nord du Maroc, notamment du Rif, entraient souvent en rébellion contre son autorité »,.
Ailleurs, le monde musulman forme à beaucoup d'égards une mosaïque dans laquelle les juifs ne sont qu'une minorité parmi d'autres. Ce face-à-face exclusif et périlleux avec la religion dominante rappelle la situation – très peu favorable - des juifs de l'Europe chrétienne médiévale. Cependant, des juifs accédèrent ponctuellement au Maroc à des fonctions élevées à la cour, comme diplomates, médecins, commerçants etc..

## Ère post-coloniale

### Pays arabes
Les mouvements d'émigration des juifs des pays arabes apparaissent comme un produit direct des conflits entre Israël et les pays arabes, et de la décolonisation. Par exemple « au Maroc, les différents conflits israélo-arabes ont ponctué l'érosion de la communauté juive : de 265 000 en 1948, les juifs n'étaient plus que 222 000 en 1951, après la création d'Israël, 160 000 en 1960 après la campagne de Suez (fin 1956), 31 000 seulement en 1971, après la guerre de 1967 ». En Algérie, « l'occupation française, intégrant totalement la communauté d'Algérie à la colonie, l'obligea à partager son sort ultime : l'exode ».
La vaste majorité des juifs vivant dans des pays arabo-musulmans a fui ou été expulsée entre l'indépendance de ces pays et le milieu des années 1970, la plupart d'entre eux s'installant en Israël, en France ou aux États-Unis. Pour autant, aucune reconnaissance internationale n'a été obtenue du statut de réfugiés (notamment auprès du UNHCR) pour les quelque 850 000 Juifs natifs d'une dizaine de pays arabo-musulmans, et qui ont dû les quitter après parfois plus de 2 500 ans de résidence, soit bien avant l'installation de l'islam,.
En 1945, entre 758 000 et 866 000 juifs vivaient dans ces différentes communautés du monde arabe. Aujourd'hui il en reste moins de 8 000.
Au sein des pays arabes, la plus grande communauté juive est actuellement celle du Maroc, avec 2 000 membres environ, suivie par celle de Tunisie qui compte environ 1 000 membres.

### Turquie et Iran
Les plus grandes communautés juives en terre musulmane se trouvent actuellement dans les deux pays non-arabes que sont l'Iran et la Turquie (dont les communautés sont cependant beaucoup plus petites que ce qu'elles ont pu être par le passé).
« Jusqu'aux années 1970, l'Iran et la Turquie semblent à l'écart du grand mouvement de départ des pays arabes. Les deux États sont, d'un point de vue politique, moins directement engagés dans le conflit avec Israël. La République turque a reconnu sa création dès 1949, l'Iran en juillet 1960 ». « Les juifs d'Iran ont pu prétendre sous la dynastie des Pahlavi (1925-1979) à des postes de responsabilité économiques et politiques importants » dans les secteurs de la banque et du commerce.
Le judaïsme est la deuxième religion en termes d'ancienneté toujours présente en Iran, après le Zoroastrisme. Selon les estimations, il reste entre 8 000 et 10 000 juifs en Iran, principalement à Téhéran et Hamedan. Environ un tiers des 120 000 à 150 000 juifs iraniens qui vivaient en Iran au milieu du XXe siècle ont fui le pays dans les années 1950 à la suite de l'instabilité politique dans le pays. La plupart des 80 000 à 100 000 juifs restants fuirent pendant et après la Révolution islamique de 1979.
Les destinations des juifs dépendent du niveau de fortune. Les plus riches se sont orientés vers l'Europe. Les plus instruits sont allés aux États-Unis, au Canada, en Australie. Israël a été considéré par certains comme un lieu d'accomplissement spirituel mais dans l'ensemble le pays a été un choix par défaut pour les plus pauvres.